# Mariona Caldentey
Mariona Caldentey, właśc. María Francesca Caldentey Oliver (ur. 19 marca 1996 w Felanitx) – hiszpańska piłkarka, występująca na pozycji napastniczki w angielskim klubie Arsenal W.F.C. oraz w reprezentacji Hiszpanii. Mistrzyni Świata.

## Kariera klubowa
W 2014 roku podpisała kontrakt z klubem FC Barcelona. Z klubem tym zdobyła 4 tytuły Mistrza Hiszpanii w sezonach: 2014/15, 2019/20, 2020/21, 2021/22, a także zwyciężyła w 4 edycjach Pucharu Królowej: 2017, 2018, 2020, 2021. Ponadto zdobyła Ligę Mistrzyń w sezonach: 2020/21 oraz 2022/23.  

## Kariera reprezentacyjna
W 2017 roku po raz pierwszy zagrała dla seniorskiej reprezentacji.
Pierwszego gola dla reprezentacji strzeliła 30 czerwca 2017 roku w wygranym 7:0 meczu towarzyskim przeciwko Belgii.
Grała na Mistrzostwach Europy 2017. Zagrała w dwóch meczach fazy grupowej: wygranym 2:0 przeciwko Portugalii, oraz przegranym 1:0 z reprezentacją Szkocji.  Hiszpania została wyeliminowana z tego turnieju w ćwierćfinale przez reprezentację Austrii po konkursie rzutów karnych. W meczu tym Caldentey została zmieniona w 56 minucie przez Olgę Garcię.
Była w składzie podczas Mistrzostw Świata 2019. Hiszpania odpadła w 1/8 mistrzostw po przegranym 2:1 meczu z USA. 
Grała na Mistrzostwach Europy 2022. Podczas tego turnieju strzeliła jednego gola w wygranym 4:1 meczu z Finlandią. Hiszpania odpadła w ćwierćfinale po przegranym w dogrywce 2:1 meczu z Anglią. 
W Mistrzostwach Świata 2023 strzeliła gola w wygranym 2:1 ćwierćfinale przeciwko Holandii. Hiszpania zdobyła tytuł mistrza po wygranym finale z Anglią 1:0. Gol, przy którym Caldentey asystowała, został strzelony w 29 minucie przez Olgę Carmonę. 

## Sukcesy
FC Barcelona
- Mistrzostwo Hiszpanii: 2014/15, 2019/20, 2020/21, 2021/22, 2022/2023, 2023/24
- Liga Mistrzyń UEFA: 2020/21, 2022/23, 2023/24
- Puchar Królowej: 2017, 2018, 2020, 2021
- Superpuchar Hiszpanii Kobiet: 2019/20, 2021/22
- Puchar Katalonii: 2014, 2015, 2016, 2017

Reprezentacja Hiszpanii
- Mistrzostwo Świata: 2023
- Puchar Algarve: 2017
- Liga Narodów: 2024